# Onobrychis aequidentata
Onobrychis aequidentata là một loài thực vật có hoa trong họ Đậu. Loài này được (Sm.) d'Urv. miêu tả khoa học đầu tiên.